# Jerry Jeff Walker
Jerry Jeff Walker nacido Ronald Clyde Crosby (Oneonta, Nueva York; 16 de marzo de 1942-Austin, Texas; 24 de octubre de 2020) fue un cantautor de música country estadounidense. Más conocido por escribir la canción "Mr. Bojangles", tuvo una carrera prolífica y una gran influencia musical, que le convirtió en un símbolo icónico de la escena country de Texas.

## Biografía
Los abuelos maternos de Walker tocaron en bailes al aire libre en el área de Oneonta, Nueva York, con su abuela, Jessie Conroe, tocando el piano y su marido que tocaba el violín. A finales de los años 50, Crosby fue miembro de una banda local de Oneonta llamada The Tones. La banda viajó a Filadelfia para hacer una audición para el programa de Dick Clark American Bandstand. A partir de aquí consiguieron una audición en los New York City's Baton Records, a través del productor líder de la compañía, Sol Rabinowitz. La banda obtuvo un contrato de registro, pero el estudio quiso un quinteto respaldado por músicos de estudio, lo cual dejó a Crosby y a otro miembro del grupo (Jerry Russell) fuera de las grabaciones.
Después del instituto, Crosby se unió a la Guardia Nacional, pero su sed a la aventura le dirigió a vagar por el país busking, viviendo en Nueva Orleans y por todo Texas, Florida y Nueva York, a menudo acompañado por H.R. Stoneback (Una amistad relatada en el tema de 1970 "Stoney"). Tocaba en mayor parte el ukelele hasta que Harriet Ottenheimer, uno de los fundadores de The Quórum, le consiguió una guitarra en 1963. Adopta su nombre artístico "Jerry Jeff Walker" en 1966. Tuvo una época folk en el Greenwich Village a mediados de los 60. Después cofundó una banda con Bob Bruno llamada Circus Maximus que puso en circulación dos álbumes, uno con el popular hit de la radio FM "Wind", pero el interés de Bruno en el jazz aparentemente divergía del interés de Walker por la música folk. 
Walker inició así su carrera en solitario y grabó el álbum seminal "Mr. Bojangles" con la ayuda de David Bromberg y otros artistas de registro influyentes del sello Atlantic. Se traslada a Austin, Texas, en los años 70, que en aquella época se asocia principalmente con la escena country outlaw de artistas como Michael Martin Murphey, Willie Nelson, Guy Clark, Waylon Jennings y Townes Van Zandt.
"Mr Bojangles" es quizás su tema más conocido y su canción versionada más a menudo. Trata sobre un oscuro alcohólico de talento que baila claqué quién, cuándo es arrestado en Nueva Orleans, insiste en ser identificado sólo como Bojangles (el apodo del famoso bailarín Bill Robinson). En su autobiografía 'Gypsy Songman', Walker aclara que el hombre que conoció era blanco. Más tarde, en una entrevista con la Radio BBC 4, en agosto de 2008, señala que en aquella época las células de prisión en Nueva Orleans estaban segregadas por color, así que su influencia no podría haber sido de un negro. Bojangles fue un personaje popular, que vivió informalmente en el del sur de los EE. UU. y California, con informes auténticos de él desde los años 20 hasta aproximadamente 1965. Artistas como Neil Diamond, Nina Simone, Bob Dylan, Philip Glass, Bobby Cole, David Bromberg, Tom T. Hall, Jim Stafford, Sammy Davis Jr., Lulu (New Routes), Nitty Gritty Dirt Band, Harry Belafonte y Robbie Williams, han versionado la canción. Walker ha también ha grabado canciones escritas por otros como "LA Freeway" (Guy Clark), "Up Against the Wall Red Neck Mother" (Ray Wylie Hubbard), "(Looking for) The Heart of Saturday Night" (Tom Waits) and London Homesick Blues (Gary P. Nunn) 
Fue sacando discos para MCA y Elektra en este periodo de Austin, Texas, antes de dejarlas y formar su propio sello independiente. Tried & True Music fue fundada en 1986, con su mujer Susan como presidenta y directora. Susan también funda Goodknight Music como su compañía de administración y Tried & True Artists para sus bookings. Siguieron una serie de discos crecientemente autobiográficos bajo su sello Tried & True. Tried & True también publicó su autobiografía titulada "Gypsy Songman". En 2004, Jerry Jeff realizó su primer DVD de canciones de su pasado, tocadas en un ambiente íntimo en Austin.
Interpretó las canciones de otros que le gustan como Rodney Crowell, Guy Clark, Townes Van Zandt, Keith Sykes, Paul Siebel, Bob Dylan, Todd Snider o Dave Roberts. Algunos han llamado a Jerry Jeff el Jimmy Buffett de Texas. Fue Jerry Jeff quién primero llevó a Jimmy Buffett a Cayo Hueso (desde Coconut Grove, Florida en un Packard). Walker y Buffett también coescribieron la canción "Railroad Lady" mientras montaban la última carrera del Panamá Limited.
Jerry se casó con Susan Streit en 1974 en Travis County, Texas. y con quien tuvo dos hijos: un hijo, Django Walker, que es también músico y una hija, Jessie Jane. Además de tener su residencia en Austin, Walker vivió en una casa de retiro en Ambergris Caye en Belice, donde grabó su álbum Cowboy Boots and Bathing Suits en 1998.
Walker desarrolló un estilo de música llamado "Cowjazz". El patético “Eastern Avenue River Railway Blues” es uno de los ejemplos mejores de esta música. La canción suena como un cruce entre Bob Dylan y Harry Chapin, con una letra que se refiere al área industrial entre la Avenida Oriental de Cincinati y el Río Ohio.
Los miembros de su banda han variado con los años. The Lost Gonzo Band y los Gonzo Compadres le respaldaron antiguamente. Los miembros claves de su banda han incluido a John Inmon, Freddie Krc, Gary P. Nunn, Bob Livingston, Michael Clarke, Bobby Ray Rambo, Mitch Watkins, Steve Samuel, David Bromberg, Chris Gage (de Albert y Gage, Austin, TX), Brad Fordham y otros. Él es el "Jerry Jeff " en la canción "Luckenbach, Texas (Back to the Basics of Love)" cuándo Willie Nelson canta,"Entre canciones de dolor de Hank Williams / y canciones de tren de Jerry Jeff". 
Jerry Jeff tiene una celebración de cumpleaños anual en Austin, Texas, en el Paramount Theatre y otra en el Gruene Hall in Gruene, Texas. Esta celebración se ha convertido un acontecimiento enorme en Texas y trae a algunos de los nombres más grandes de la música country para pasar una noche agradable e intercambiar historias bajo el Austin skyline. Jimmy Buffett asistió el 2004. Su hijo Django también le acompaña en estas celebraciones y le da un regalo. En 2017 le fue diagnosticado con cáncer de garganta. Falleció el 24 de octubre de 2020 a los 78 años en el Dell Seton Medical Center en Austin, Texas.

## Discografía

### Álbumes
| Año  | Álbum                                  | Chart Positions | Chart Positions | Chart Positions | Sello           |
| Año  | Álbum                                  | US Country      | US              | CAN Country     | Sello           |
| ---- | -------------------------------------- | --------------- | --------------- | --------------- | --------------- |
| 1967 | Circus Maximus                         |                 |                 |                 | Vanguard        |
| 1968 | Neverland Revisited                    |                 |                 |                 | Vanguard        |
| 1968 | Mr. Bojangles                          |                 |                 |                 | Atco            |
| 1969 | Driftin' Way of Life                   |                 |                 |                 | Vanguard        |
| 1970 | Five Years Gone                        |                 |                 |                 | Atco            |
| 1970 | Bein' Free                             |                 |                 |                 | Atco            |
| 1972 | Jerry Jeff Walker                      |                 | 208             |                 | MCA             |
| 1973 | ¡Viva Terlingua!                       |                 | 160             |                 | MCA             |
| 1974 | Walker's Collectibles                  |                 | 141             |                 | MCA             |
| 1975 | Ridin' High                            | 14              | 119             |                 | MCA             |
| 1976 | It's a Good Night for Singin'          | 18              | 84              |                 | MCA             |
| 1977 | A Man Must Carry On                    | 13              | 60              |                 | MCA             |
| 1978 | Contrary to OrdinaryA                  | 25              | 111             | 3               | MCA             |
| 1978 | Jerry Jeff                             | 43              | 206             |                 | Elektra/Asylum  |
| 1979 | Too Old to Change                      |                 |                 |                 | Elektra/Asylum  |
| 1980 | The Best of JJW                        | 57              | 185             | 21              | MCA             |
| 1981 | Reunion                                |                 | 188             |                 | MCA             |
| 1982 | Cowjazz                                |                 |                 |                 | MCA             |
| 1987 | Gypsy Songman DoLP                     |                 |                 |                 | Sawdust Records |
| 1987 | Gypsy Songman                          |                 |                 |                 | T&TM/Ryko       |
| 1989 | Live at Gruene Hall                    |                 |                 |                 | T&TM/Ryko       |
| 1991 | Navajo Rug                             | 59              |                 |                 | T&TM/Ryko       |
| 1991 | Great Gonzos                           |                 |                 |                 | MCA             |
| 1992 | Hill Country Rain                      |                 |                 |                 | T&TM/Ryko       |
| 1994 | Viva Luckenbach                        |                 |                 |                 | T&TM/Ryko       |
| 1994 | Christmas Gonzo Style                  |                 |                 |                 | T&TM/Ryko       |
| 1995 | Night After Night                      |                 |                 |                 | T&TM            |
| 1996 | Scamp                                  |                 |                 |                 | T&TM            |
| 1998 | Cowboy Boots & Bathing Suits           |                 |                 |                 | T&TM            |
| 1998 | Lone Wolf: Elektra Sessions            |                 |                 |                 | Warner Bros.    |
| 1999 | Best of the Vanguard Years             |                 |                 |                 | Vanguard        |
| 1999 | Gypsy Songman: A Life in Song          |                 |                 |                 | T&TM            |
| 2001 | Gonzo Stew                             |                 |                 |                 | T&TM            |
| 2001 | Jerry Jeff Walker: Ultimate Collection |                 |                 |                 | Hip-O Records   |
| 2003 | Jerry Jeff Jazz                        |                 |                 |                 | T&TM            |
| 2004 | The One and Only                       |                 |                 |                 | T&TM            |
| 2009 | Moon Child                             |                 |                 |                 |                 |

### Singles
| Año  | Sencillo                             | Chart Positions | Chart Positions | Chart Positions | Àlbum                         |
| Año  | Sencillo                             | US Country      | US              | AU              | Àlbum                         |
| ---- | ------------------------------------ | --------------- | --------------- | --------------- | ----------------------------- |
| 1969 | "Mr. Bojangles"A                     |                 | 77              | 22              | Mr. Bojangles                 |
| 1972 | "L.A. Freeway"                       |                 | 98              | 98              | Jerry Jeff Walker             |
| 1973 | "Desperados Waiting for a Train"     |                 |                 |                 | Viva Terlingua                |
| 1973 | "Up Against the Wall Redneck Mother" |                 |                 |                 | Viva Terlingua                |
| 1975 | "Jaded Lover"                        | 54              |                 |                 | Ridin' High                   |
| 1976 | "It's a Good Night for Singing"      | 88              |                 |                 | It's a Good Night for Singing |
| 1976 | "Dear John Letter Lounge"            | flip            |                 |                 | It's a Good Night for Singing |
| 1977 | "Mr. Bojangles" (Live)               | 93              |                 |                 |                               |
| 1977 | "Leavin Texas" Roberts,Walker        | 10              |                 |                 | A Man Must Carry On           |
| 1981 | "Got Lucky Last Night"               | 82              |                 |                 | Single only                   |
| 1989 | "I Feel Like Hank Williams Tonight"  | 70              |                 |                 | Live at Gruene Hall           |
| 1989 | "The Pickup Truck Song"              | 62              |                 |                 | Live at Gruene Hall           |
| 1989 | "Trashy Women"                       | 63              |                 |                 | Live at Gruene Hall           |
| 1994 | "Keep Texas Beautiful"               |                 |                 |                 | Single only                   |